# 고카촌 (후쿠이현)
고카촌(五箇村)은 후쿠이현 오노군에 설치되었던 촌이다. 현재의 오노시 북동부에 해당한다.